# Abelardo Casanova
Abelardo Casanova Labrada (Nogales, Sonora, México; 29 de julio de 1925 - Hermosillo, Sonora, México; 26 de noviembre de 2010) fue un periodista que se distinguió por la conducción del primer telediario del Estado de Sonora. Fundador del Diario Información y editor y columnista para diversos periódicos; es considerado un parteaguas en la modernización del periodismo sonorense.
Se da a conocer por su columna En este mundo traidor así como por la conducción del primer noticiario estatal El mundo al día y Hechos y palabras del Canal 6 transmitido en televisión; actualmente conocido como Telemax.

## Datos Biográficos
Abelardo Casanova nace en Nogales , Sonora en 1925. Hijo de Francisco Casanova y Rosario Labrada se cría en el seno de una familia relativamente acomodada.
Huérfano a los siete años de edad por ambos padres crece en un suburbio conocido como ‘La granja’ en la ciudad de Nogales siendo el menor de cuatro hermanos. Tras el fallecimiento de los padres de Casanova, sus tíos José y Juana Labrada quedan a cargo de los pequeños durante varios años.
A los 17 años, Casanova consigue su primer trabajo como cobrador. Aprendió a leer a muy temprana edad y no fue hasta llegada la adolescencia donde ingresa a un grupo de jóvenes católicos que guiado por el padre Hermenegildo Rangel, comienza a interesarse en las letras. Consecuentemente se convirtió en el editor de Sursum, órgano y revista de la Asociación Católica de Jóvenes Sonorenses, en los años cuarenta. Etapa determinante en su futuro como periodista.
Posteriormente fue empleado de varios bancos hasta que decide volver a Nogales y trabajar como contador.

## Trayectoria profesional

### Días de Televisión
Sus primeros pasos como comunicador inician en el Canal 6 de Telesistema Mexicano, XEWH, La espiga del noroeste de México en Hermosillo, donde trabajaba de contador. Como varios años antes lo había sido en Coca-Cola e independientemente en otras empresas locales de Nogales.
Su debut frente a las cámaras ocurre accidentalmente en 1962 cuando la relación entre Estados Unidos y la Unión de Repúblicas Socialistas Soviéticas(URSS) era tensa. Y medios nacionales y extranjeros comienzan a propagar encabezados sobre un posible ataque nuclear a la Isla de Cuba.
Las noticias de alarma despertaron dudas en la población. Y es entonces cuando Abelardo Casanova alentado por Raúl Azcárraga aparece por primera vez en cámara haciendo un llamado a la audiencia a mantener la calma.
La noticia en Televisión de manos del columnista sorprendió al público y un año más tarde, en abril de 1963, surge fortuitamente el primer telediario en Sonora Hechos y Palabras.
Posteriormente, la amistad entre Alejandro Palacios, Gustavo Romero  y el mismo Casanova los llevó a idear la creación del que sería el primer noticiero matutino en televisión de la entidad. Y que se conocería como El mundo al día: un periódico con criterio.
Durante su permanencia en Canal 6, Abelardo Casanova fue testigo y partícipe activo durante el conflicto estudiantil y político de 1967, así como de las elecciones y giras presidenciales y estatales de sexenios venideros.
Caracterizado por la objetividad y crítica de sus noticias así como por una notable labor periodística, se distinguió ante la censura de la época como defensor de la libertad de expresión. Que, poco beneficioso para las esferas del poder más influyentes en esos años, le generó sucesivamente una serie de ataques y amenazas, entre otros incidentes.
Pasado el movimiento estudiantil-popular de 1967 en Sonora y cubierto periodísticamente por Casanova y su equipo; a principios de 1969, el entonces Canal 6 dirigido por Raúl Azcárraga y Enrique Laborín Nanetti pasa a ser una estación repetidora de Televisa. Clausurando sus programas locales así como la transmisión del telediario en septiembre de ese año.
Así llega el final de una etapa en la vida del comunicador que, según Casanova calificó como "uno de los mejores empleos del estado, en una empresa de prestigio, identificada con la población a través del poder de la pantalla, con buenos sueldos y excelente relación laboral”.
Entraba el año de 1970 y fuera del Canal 6; colegas y amigos entre ellos Abelardo Casanova, constituyeron una de las primeras agencias publicitarias que, con pocos clientes y patrocinadores locales volvieron al aire en el Canal 12 con el programa semanal Hechos y palabras y el noticiero diario El mundo al día, experiencia que duró meses y languideció hasta dispersarse el grupo.
Hechos y palabras (1966-1983) se caracterizó por ser un programa que hilvanaba comentarios sobre todos los aspectos que atañían a la vida cotidiana de la población sonorense. En donde se ventilaban temas de política, insuficiencias de cualquier dependencia de gobierno y deficiencias en cuanto a servicios públicos en general.
Esta nueva oferta comunicacional invitaba al público a participar en el mismo.
Y paralelamente, debido a la censura en la prensa estatal en aquellos años, abría en Sonora un espacio inédito y un modelo pionero en los medios de comunicación locales e inclusive nacionales. Mismo que llenó un hueco importante en el periodismo sonorense.
Antes que Jacobo Zabludovsky apareciera con su noticiero en Televisa; fue Casanova en Sonora el primero en utilizar este formato informativo en televisión. Quien reconocido por su contundente labor periodística en el ámbito político, lo llevó a entrevistar por primera vez a José González Torres, candidato a la presidencia de la república mexicana por el Partido Acción Nacional.
Posteriormente también entrevistó a importantes personajes de la escena política mexicana tales como Miguel de la Madrid, Díaz Ordaz, Rodolfo Félix Valdés e inclusive Manuel Moreno Sánchez del desaparecido Partido Social Demócrata (PSD); así como Manlio Fabio Beltrones, entre otros.
Para 1978, Canal 6 restableció parcialmente la operación local por las mañanas y el programa Hechos y palabras regresó en un horario de doce y media a dos de la tarde con un segmento especial en donde la población en general expresaba sus inconformidades.
No mucho tiempo después diferencias y tensiones entre los directivos, el sindicato y sus intereses, obligaron nuevamente al equipo a salir del canal y cerrar el programa televisivo por tercera y última vez.

### Años de prensa
El fin del programa representó más que un fracaso, el cierre e inicio de una nueva y fructífera etapa en la vida de Abelardo Casanova.
La de la fundación del Diario Información.
Mismo que en 1972, inició su penetración como diario vespertino en formato tabloide, contando con el primer suplemento cultural conocido bajo este formato en 1974 y conocido como El Bogavante.
El equipo de colaboradores, comunicadores, escritores y universitarios sonorenses de diferentes oficios como Alonso Vidal, Miguel Manríquez, Martín Piña, Francisco Luna, Ofelia Parodi, Hèctor Rodríguez Espinoza y Silvia Núñez Esquer conformarían uno de los mejores diarios locales de la época.
Actualmente, muchos de ellos son reconocidos comunicadores, periodistas, maestros y escritores.
En 1981, el diario se convirtió en matutino. Dentro del periódico, Casanova se desempeñó como director, contador, editor de cabezas de la primera plana, propietario, maestro y guía del mismo; en donde junto con su equipo, se encontraba involucrado en cada una de las partes del proceso del diario, sus objetivos y sus valores éticos y morales.
Durante el gobierno de Samuel Ocaña, Casanova se hizo cargo del programa editorial más importante del estado hasta ese momento, logrando editar más de 45 libros. Los cuales iban desde reediciones de autores sonorenses como Enriqueta de Parodi y Agustín A. Zamora, hasta autores contemporáneos como Gerardo Cornejo y Alonso Vidal.
A pesar de la censura y las fuertes críticas por su estilo particular de informar; así como el contexto sociopolítico tanto del país como del estado, y la polarización política partidista y cultural que se registró en Sonora y en México en aquellos años con Samuel Ocaña como gobernador y Luis Echeverría Álvarez como presidente electo. Como anteriormente en televisión, Casanova continuó sus pautas de no responder a calumnias de ningún tipo.
Se concentró en cambio, en comunicar objetiva e imparcialmente la problemática viva en cuanto a las elecciones, inconformidades y huelgas desatadas por grupos “comunistas” como el de los “Aguiluchos” en la Universidad de Sonora. LLegando a ser factor de equilibrio en acontecimientos que cimbraron la vida política y universitaria en el Estado.
Ya para los años 70 a pesar del pluralismo y la calidad de los articulistas de Información y de su planta de reporteros y trabajadores; el periódico se hizo inviable económicamente pues según testimonios del mismo Casanova "la paga semanal en ese entonces, se volvió una hazaña".
En 1983 a los once años de existencia del tabloide, el gobernador en turno Samuel Ocaña en nombre del gobierno, le ofreció a Casanova un finiquito de 10 millones de pesos por dejar el periódico. Algo que Casanova tomó como un pago por dejar de escribir.
No aceptó y finalmente el periódico pasó a manos de un grupo de empresarios y profesionistas jóvenes de extracción universitaria, que continuaron con la línea , el tono de noticias y la edición del diario durante casi tres años más.
Influenciado por periodistas y amigos como José Pomposo Salazar, Agustín A. Zamora “El cuervo”, Alejandro Palacios, José Healy, Jesús Corral Ruiz, Enrique de Alba alias Raúl Deabenie, Edmundo Siegler, Don Jesús y Carlos Siqueiros. Abelardo Casanova debuta con una columna titulada En este mundo traidor en el Noroeste de Nogales, utilizando el seudónimo de Alfonso Diez, cuyas entregas duraron dos años.
Tiempo después tuvo una columna diaria en el vespertino La Extra, dirigido por Rafael Vidales Tamayo en Hermosillo.
La columna diaria con el nombre de Hechos y palabras inició en abril de 1966 en El Regional, por invitación de José Alberto Healy, director del matutino de Hermosillo y continuó en Información hasta 1983.
Cabe mencionar que las colaboraciones de Abelardo Casanova ya habían aparecido con anterioridad en más de una docena de publicaciones periódicas de Nogales como: Acción, El Noroeste, El Mundo.
En Hermosillo colaboró con Sursum, El imparcial, El Heraldo, La Extra, La Prensa, Impactos, Lunes, El Pueblo, El Regional.
En Guaymas participó con El Eco de Guaymas y El Diario.
Santa Ana con El Día y Ciudad Obregón con El Diario del Yaqui. Localidades donde también tuvo presencia.
A su vez, Casanova se destacó por su incursión en radio quien gracias a la propuesta de Gustavo Romero Carpena produjo un programa de radio en Nogales en la que Un mundo Traidor pasaría en tiempo estelar, con la misma temática y tono de la columna.
Gracias a la penetración mediática que obtuvo en comparación con la prensa, la columna se convirtió en un éxito.

### Últimos días
La labor de Abelardo continuó muchos años más como editor de libros independiente en Contrapunto 14'. Distinguiéndose por la variedad de títulos, autores y temáticas que publicó. También fue director editorial del Gobierno del estado de Sonora (1986-1991) y dirigió el periódico El Sonorense, en el que estuvo por siete meses.
Maestro y hacedor de periodistas sonorenses como José Ángel Partida, Armida Bernal, Javier Godoy, Marco Antonio Piña, Griselda Sierra, Francisco Rodríguez, César Gallegos y Ernesto Gutiérrez; falleció a los 85 años de edad el 26 de noviembre del 2010 por una complicación cardíaca.
Le sobreviven su esposa Doña Zarina Hernández y sus hijos Francisco, Abelardo, María del Carmen, María de los Ángeles y Juan Antonio Casanova Hernández.
En el 2009, el Ayuntamiento de Hermosillo le brindó un homenaje por su labor cultural.

## Obras Publicadas
• Pasos Perdidos (1986). Radiografía de la sociedad de Sonora, especialmente hermosillense, durante los años de la persecución religiosa que se da con la guerra cristera en 1931-1935. El cual contiene párrafos de ironía y crítica social sobre la época.
• Días de Vida (2007). Constituye su última obra. Es un relato autobiográfico que describe etapas desde su infancia hasta sus últimos días. El epílogo y los capítulos que forman este libro contienen memorias, testimonios y experiencias de su labor como profesionista y periodista activo, así como una autocrítica del contexto en el que vivió.

## Reconocimientos
• El Congreso del estado de Sonora le otorga el premio "Trayectoria periodística"(2000) en el primer encuentro del premio estatal de periodismo.
• Placa conmemorativa en la sala de trabajo de los periodistas en el edificio del Poder Legislativo del Estado de Sonora.

## Honores póstumos
Con el propósito de hacer un permanente homenaje a la memoria del comunicador así como destacar el legado de Casanova en el periodismo sonorense; el 26 de noviembre del 2012 surge la Fundación Abelardo Casanova con el objetivo de fortalecer la participación social entre los sonorenses realizando actividades orientadas a promover el periodismo ligado a los intereses de la comunidad y la promoción de la lectura.
La fundación está conformada por sus hijos Abelardo, Francisco, María de los Ángeles, María del Carmen y Juan Antonio. Así como el escritor y periodista Rubén Duarte Rodríguez, el abogado Javier Carrasco Valenzuela, el empresario y comentarista César Gallegos Gardner, la consultora Gisela Arriaga Tapia y el promotor cultural José Carlos Esquer, entre otros.

“Abelardo Casanova ha sido un hombre puente, un hombre constructor de puentes, de lugares de encuentro, de espacios de convivencia y diálogo, hombre guiado por el “pensar del corazón” como escribió Pascal. Toda sociedad está hecha de memoria y olvido. Don Abelardo nos ha enseñado con su obra y su vida a luchar contra el olvido, nos ha dado ejemplo de “recuperar los principios que forman el subsuelo hecho de raíces que la experiencia colectiva sedimenta, ahí es donde se encuentran las bases para una restauración de la experiencia común, guiada por un interés de emancipación que nos convoca del lado de esas fuerzas cuya sede no está en las cosas, sino en las ideas” (Rossana Cassigoli).